# Peine de mort en Algérie
En Algérie, la peine de mort est une sanction légale prévue par le code pénal qui n'est plus appliquée depuis 1993.
Les tribunaux continuent à prononcer des condamnations à mort, notamment dans les cas de terrorisme, mais les peines ne sont pas exécutées ; l'Algérie pratiquant de fait un moratoire.
La condamnation est appliquée par pendaison.

## Crimes punis de la peine de mort
Les crimes passibles de la peine de mort sont :
- La trahison ;
- L'espionnage ;
- Le meurtre aggravé[code 1],[code 2] ;
- La castration entraînant la mort ;
- L'incendie criminel (ou destruction à l'aide d'engins explosifs) de bâtiments, de véhicules ou de récoltes entraînant la mort ;
- La destruction intentionnelle de matériel militaire entraînant la mort ;
- Les actes de terrorisme[code 3] : tentatives de changement de régime, actions visant à inciter à la haine, destruction de territoire, sabotage des services publics et économiques, massacres et tuerie de masse ;
- La participation à des bandes armées ou à des mouvements insurrectionnels[code 4] ;
- La contrefaçon ;
- Les actes de torture ou de cruauté ;
- L'enlèvement ;
- Le vol aggravé ;
- Le parjure conduisant à une condamnation à mort ;
- Certaines infractions militaires ;
- Toute tentative d'une de ces infractions passible de la peine de mort.

## Procédure/application selon les infractions
Le condamné, s'il est reconnu coupable de crimes militaires est fusillé par un peloton d'exécution. Le condamné à mort de droit commun est exécuté par pendaison, mais la peine n'est plus exécutée depuis 1993 à la suite du moratoire.

## Histoire
À l'époque de la colonisation française, la peine de mort s'appliquait par voie de guillotine, mais lors de la guerre d'Algérie et de son indépendance, l'Algérie a préféré changer de moyen de mise à mort en optant pour la pendaison[réf. nécessaire].

## Ces dernières années
L’Algérie n’a procédé à aucune exécution depuis 1993. Elle a également parrainé et voté en faveur de la résolution appelant à un moratoire en vue d’abolir définitivement la peine de mort, adoptée par l’Assemblée générale des Nations unies le 16 décembre 2020. Toutefois, la loi algérienne prévoit toujours la peine de mort. 

### Statistiques
Le nombre de condamnation à mort a fortement diminué au cours des dernières années :
- 62 condamnations en 2015 ;
- 50 condamnations en 2016 ;
- 27 condamnations en 2017 ;
- 1 condamnation en 2018 ;
- 4 condamnations en 2019 ;
- 1 condamnation en 2020 ;
- 50 (initialement) en 2022, ramenées à 39 condamnations (dont 49 initialement pour le lynchage d'une personne accusée à tort de pyromanie)[3],[4]. En appel, le nombre de condamnations à mort passe de 49 à 38[5].
- Guermit Bounouira pour « haute trahison »[6].

### Indications du Code Pénal
1. ↑  Art. 261 - Tout coupable d’assassinat, de parricide ou d’empoisonnement, est puni de mort.
2. ↑  Art. 263 - Le meurtre emporte la peine de mort lorsqu’il a précédé, accompagné ou suivi un autre crime. 
Le meurtre emporte également la peine de mort lorsqu’il a eu pour objet, soit de préparer, faciliter ou exécuter un délit, soit de favoriser la fuite ou d’assurer l’impunité des auteurs ou complices de ce délit.
3. ↑  Art. 84 - Ceux qui ont commis un attentat dont le but a été de porter le massacre ou la dévastation dans une ou plusieurs communes, sont punis de mort.
4. ↑  Art. 86 - Est puni de mort quiconque, en vue de troubler l’État par l’un des crimes prévus aux articles 77 et 84 ou par l’envahissement, le pillage ou le partage des propriétés publiques ou privées, ou encore en faisant attaque ou résistance envers la force publique agissant contre les auteurs de ces crimes, s’est mis à la tête de bandes armées ou y a exercé une fonction ou un commandement quelconque.